# Беркадзор
Беркадзор (вірм. Բերքաձոր) — село у Аскеранському районі Нагірно-Карабаської Республіки. Розташоване за 6 км на північ від Степанакерта.

## Історія
Засноване після Карабаської війни, у 1998 р. для біженців-вірмен на базі гуртожитків Степанакертського винного колгоспу № 2 та 16 новозбудованих будинків для біженців.